# Doğancılar, Buca
Doğancılar là một xã thuộc huyện Buca, tỉnh İzmir, Thổ Nhĩ Kỳ. Dân số thời điểm năm 2010 là 235 người.